# Diaea pougneti
Diaea pougneti es una especie de araña cangrejo del género Diaea, familia Thomisidae. Fue descrita científicamente por Simon en 1885.

## Distribución
Esta especie se encuentra en India.